# Mikrusek reliktowy
Mikrusek reliktowy (Microcebus margotmarshae) – gatunek ssaka naczelnego z rodziny lemurkowatych (Cheirogaleidae), opisany na początku XXI wieku. Należy do średnich przedstawicieli rodzaju.

## Budowa
Mikrusek reliktowy należy do średniej wielkości mikrusków. Schwitzer et al. podają następujące wymiary zwierzęcia: głowa i tułów mierzą od 11 do 12 cm; ogon jest dłuższy, osiągając 14 cm; masa ciała wynosi 49 g.
Pysk jest jasnobrązowy, takoż okolica wokół oczu, pomiędzy którymi leży biała plama, podobnie jak u innych mikrusków, niewielka. Resztę głowy opisują autorzy jako jasną, czerwonawopomarańczową. Uszy są niewielkie. Grzbietowa strona ciała zwierzęcia pokryta jest futrem barwy czerwonawopomarańczowej z odcieniami szarości, podobnie ogon. Część brzuszna jest kremowa czy biaława.

## Systematyka
Nowy gatunek ssaka opisali formalnie Louis, Engberg, McGuire, McCormick, Randriamampionona, Ranaivoarisoa, Bailey, Mittermeier i Lei, w 2008. Jako miejsce typowe autorzy podali Madagaskar, prowincję Antsiranana, Antafondro Classified Forest. Określili też jego współrzędne, podając 14°02′44,5″S 48°13′23,4″E/-14,045694 48,223167. Wcześniej uważano, że występujące tam mikruski należą do gatunku mikrusek sambirański.
W obrębie gatunku nie wyróżnia się podgatunków.

## Tryb życia
Dane dotyczące trybu życia tego gatunku są skromne. Żyje on na drzewach. Aktywność przypada na noc. Nie wiadomo nic o jego przemieszczaniu się, areałach czy strukturze społecznej. Nie wiadomo również nic o rozrodzie.

## Rozmieszczenie geograficzne
Jak wszystkie gatunki lemurkowatych, mikrusek reliktowy jest endemitem Madagaskaru. Co więcej, napotkano go tylko w jednym miejscu na północnym zachodzie wyspy, w Antafondro Classified Forest na zachód od rezerwatu Manongarivo, na północ od rzeki Maevarano, na południe zaś od Andranomalaza. Być może zasiedla jeszcze wyżej leżące tereny w rezerwacie Tsaratanana.

## Ekologia
Siedliskiem mikruska reliktowego jest suchy las.
Schwitzer et al. nie mają szczegółowych informacji na temat diety mikruska reliktowego. Jak piszą, prawdopodobnie konsumuje on owoce i owady i przypuszczalnie inne elementy diety pozostałych mikrusków.

## Zagrożenia i ochrona
Gatunek ujęty został w Załączniku I CITES. Gatunek długo nie był rozpoznawany przez IUCN. IUCN/SSN Lemur Red-Listing Workshop w 2012 uznał gatunek za zagrożony, wskazując ograniczony zasięg występowania. W 2020 IUCN uznało gatunek za zagrożony, motywując to całkowitym zasięgiem poniżej 1100 km² i destrukcją jego siedliska, wpisywaną w kontekst ogólnego niszczenia środowiska na Madagaskarze. Całkowita liczebność spada.
Zwierzęcia nie napotkano w żadnym obszarze chronionym. Występuje jednak w Antafondro Classified Forest, a podejrzewa się, że może zamieszkiwać także w rezerwacie Tsaratanana. Nie ma informacji na temat jego hodowli.